# Trégunc
Trégunc (bret. Tregon) – miejscowość i gmina we Francji, w regionie Bretania, w departamencie Finistère.
Według danych na rok 1990 gminę zamieszkiwało 6130 osób, a gęstość zaludnienia wynosiła 121 osób/km² (wśród 1269 gmin Bretanii Trégunc plasuje się na 62. miejscu pod względem liczby ludności, natomiast pod względem powierzchni na miejscu 76.).